# 中條卓
中條 卓（なかじょう たかし、1965年1月18日 - ）は、日本のベーシスト。THEATRE BROOK、COUCHのメンバー。神奈川県南足柄市出身。

## 略歴
野球選手を夢見ていた中学時代に「ウッドストック」の映像を見てボブ・ディランやローリング・ストーンズに強い影響を受けバンドを始める。
高校時代にはヤマハ主催のコンテストで毎回のように地元代表バンドに選ばれ全国大会にも出場。地元小田原で有名なバンドになるが、大学生の頃にはメンバーの就職活動などによって自然消滅する。
1987年からKING BEESに入り活動を始める。新宿のライブハウス・ロフトなどでTHEATRE BROOKと度々対バンしたことをきっかけに、同バンドにサポートメンバーとして加入。
1995年ごろ、THEATRE BROOKに正式なメンバーとして加入し現在に至る。
2007年、永井"ホトケ"隆率いるブルース・バンドblues.the-butcher-590213に加入した 。
アイヌの弦楽器、トンコリの演奏者、OKIの率いる、OKI DUB AINU BANDのメンバーとしても活動している。

## エピソード
最初に組んだバンドメンバー3人中2人が先にギターを購入してしまったため、ギター購入を諦めてベースを購入し、ベーシストとなった。
初めてコピーした曲はビートルズの「COME TOGETHER」だった。
作曲家で元Virgin Berryの浅野ケンは従姉弟の子にあたる。